# أرون يوهانسون
أرون يوهانسون (بالإنجليزية: Aron Jóhannsson)‏ هو لاعب كرة قدم أمريكي من أصل أيسلندي في مركز الهجوم ولد في يوم 10 نوفمبر 1990 في مدينة موبيل في الولايات المتحدة، يلعب حالياً مع نادي ألكمار في هولندا وسبق له اللعب مع نادي آرهوس جمناستيك فورينينغ في الدنمارك ومع نادي فيولنر في أيسلندة، لعب مع منتخب الولايات المتحدة لكرة القدم في بطولة كأس العالم لكرة القدم 2014 وكأس الكونكاكاف الذهبية 2015 كما لعب مع منتخب آيسلندا لكرة القدم تحت 21 سنة ويبلغ طوله 184 سم.

## روابط خارجية
- أرون يوهانسون على موقع الاتحاد الدولي (مؤرشف)  (الإنجليزية)
- أرون يوهانسون على موقع الاتحاد الأوربي (الإنجليزية)
- أرون يوهانسون على موقع اتحاد السويد (السويدية)
- أرون يوهانسون على موقع قاعدة بيانات كرة القدم.إي يو (الإنجليزية)
- أرون يوهانسون على موقع بيانات كرة القدم. دي إي (الألمانية)
- أرون يوهانسون على موقع ناشيونال فوتبول تيمز (الإنجليزية)
- أرون يوهانسون على موقع Soccerway.com (الإنجليزية)
- أرون يوهانسون على موقع عالم كرة القدم.نت (الإنجليزية)
- أرون يوهانسون على موقع AS.com (الإسبانية)